# Station Burnage
Burnage is een spoorwegstation van National Rail in Burnage, Manchester in Engeland. Het station is eigendom van Network Rail en wordt beheerd door Northern Rail. 